# Proedro (titolo bizantino)

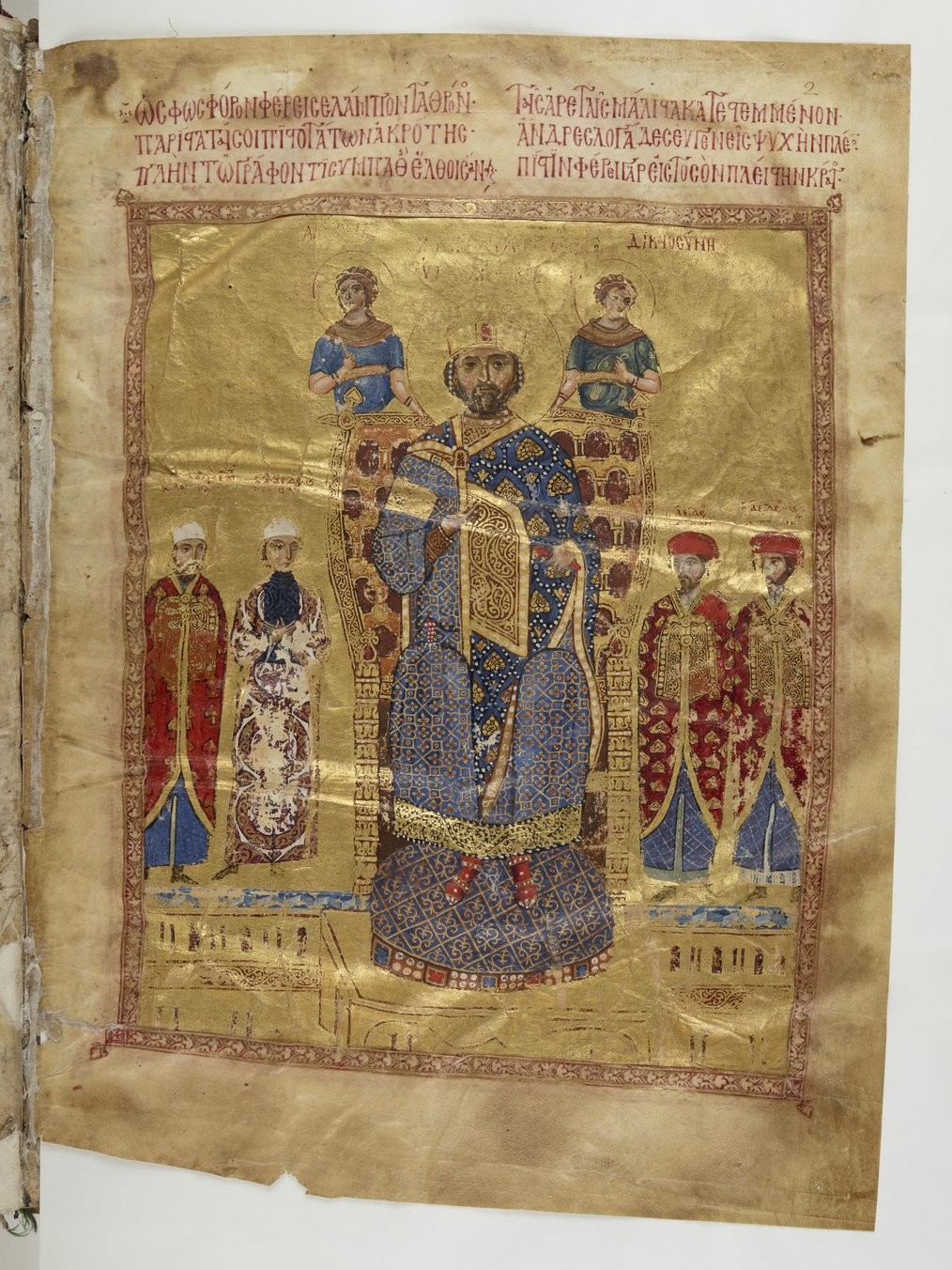
L'imperatore Niceforo III affiancato dai suoi alti dignitari di corte, tutti proedroi, in un manoscritto degli anni 1070. Da sinistra: il proedros ed epi tou kanikleiou, il prōtoproedros e prōtovestiarios (un eunuco, poiché è senza barba), l'imperatore, il proedros e dekanos, il proedros e megas primikērios.

Il proedro (in greco πρόεδρος?, proedos, "presidente"; plurale proedroi) era un titolo di corte e un titolo ecclesiastico bizantino tra il X e il XII secolo. La forma femminile del titolo è proedrissa (προέδρισσα).

## Dignità di corte
Il titolo fu creato nel 960 da Niceforo II Foca e fu assegnato per la prima volta a Basilio Lecapeno, l'eunuco parakoimōmenos . Fu collocato molto in alto nella gerarchia della corte, posto immediatamente sotto la posizione del patrikia zostē e al di sopra del magistros, il che significa che era il titolo non imperiale di grado più elevato conferibile agli uomini. Apparentemente il titolo continuò ad essere limitato agli eunuchi fino alla metà dell'XI secolo, quando fu aperto alla più ampia aristocrazia e assegnato diffusamente. Il detentore di questa dignità era anche il presidente del Senato (ὁ πρόεδρος τῆς συγκλήτου) e il termine proedros veniva spesso usato per indicare la precedenza in altri uffici, ad esempio proedros dei notarioi per il protonotarios. Il titolo è stato ampiamente concesso nell'XI secolo, dopo essere stato aperto ai non eunuchi, spingendo alla creazione del prōtoproedros (πρωτοπρόεδρος, "primo proedros ") per distinguere il più importante tra i suoi possessori. Il titolo, insieme alla maggior parte della nomenclatura della corte bizantina centrale, cadde in un progressivo disuso nel periodo comneno e scomparve nel tardo XII secolo. Secondo il De Ceremoniis (I.97) dell'Imperatore Costantino VII Porfirogenito (r. 913-959), l'abbigliamento e le insegne del proedros negli anni 960 erano: "una tunica color rosa e ricamata in oro, una cintura tempestata di gemme e un clamide [mantello] bianco rifinito con fasce dorate e con due tablia [toppe quadrate] dorate e decorazioni di foglie di edera".

## Ufficio ecclesiastico
Il termine proedros veniva spesso usato per un vescovo, che era naturalmente il presidente del clero locale, e in alcuni rari casi per i vescovi metropolitani. Nel XIII secolo, tuttavia, acquistò un significato più specifico: fu dato ai vescovi che allo stesso tempo avevano giurisdizione su una sede episcopale vacante. Come  proedros della sede vacante, il vescovo gestiva la sua amministrazione, ma si differenziava dal vescovo ordinario, poiché non era mai stato ufficialmente installato in quella sede episcopale. Come a corte, il termine proedros veniva anche usato per indicare la precedenza in un gruppo di funzionari.